# 近畿厚生局
近畿厚生局（きんきこうせいきょく）は、大阪市にある厚生労働省の地方支分部局。福井県、滋賀県、京都府、大阪府、兵庫県、奈良県、和歌山県を管轄している。また同麻薬取締部には大規模港湾施設である神戸港を背後に抱えている為、別途神戸に分室を設けている。横浜分室（横浜港）、小倉分室（門司港）も同様。

## 組織
- 総務管理官
  - 総務課
  - 企画調整課
  - 年金指導課
  - 年金調整課
- 健康福祉部
  - 健康福祉課
  - 医事課
  - 食品衛生課
  - 保険課
  - 企業年金課
  - 地域包括ケア推進課
- 指導総括管理官
  - 管理課
  - 医療課
  - 福祉指導課
  - 指導監査課（大阪府を管轄）
  - 府県事務所（大阪府を除く）
- 特別指導管理官
  - 特別指導第一課
  - 特別指導第二課
- 麻薬取締部
  - 神戸分室
- 社会保険審査官